# Harald Jensen (litograf)
 Der er flere personer med dette navn, se Harald Jensen.
Harald Christian Jensen (født 5. august 1834 i København, død 23. marts 1913 på Frederiksberg) var en dansk litograf.
Han var søn af snedker Lars Jensen og Johanne Sophia Amalie Jappe, var fra 1851 elev i Em. Bærentzens litografiske Institut under Edvard Westerbergs ledelse. Han gik på Kunstakademiet 1851-52 og søgte 1858-59 yderligere uddannelse som litograf i Wien og München samt 1862 i Paris. Han udstillede på Charlottenborg Forårsudstilling otte gange i årene 1862-1906.
I mange år arbejdede Harald Jensen for sit gamle lærested, men fra 1887 begyndte han at arbejde mere selvstændigt, både med portrætlitografier (fx af N.J. Fjord), hvori han ofte viser en friere behandling end de fleste af datidens danske portrætlitografer, og med farvelitografier (olietryk), fx efter Carl Bloch (De to Munke og Kortspillere), efter Christen Købkes maleri af Frederiksborg Slot og Henrik Olriks portræt af Christian IX. Han udførte flere farvelitografier til værket Danske Billeder fra Land og Søs (påbegyndt 1869). Jensens speciale var den svære kunst at tegne med pen på stenen eller radere i stenen. Som eksempler kan nævnes litografier efter Carl Blochs Prometheus og Det Indre af Mariekirken i Haderslev. Han er repræsenteret i Kobberstiksamlingen.
Han var gift med Andrea Petrine, f. Lønborg (1836-1912), datter af urmager Diederik Bech Lønborg og Frederikke Pouline Priergaard. Han er begravet på Solbjerg Parkkirkegård. Der findes bl.a. både et fotografi og et litografi af Jensen udført af Adolph Lønborg, som var bror til Andrea Petrine Lønborg.